# Factoryville
Factoryville is een plaats (borough) in de Amerikaanse staat Pennsylvania, en valt bestuurlijk gezien onder Wyoming County.

## Demografie
Bij de volkstelling in 2000 werd het aantal inwoners vastgesteld op 1144. In 2006 is het aantal inwoners door het United States Census Bureau geschat op 1151, een stijging van 7 (0,6%).

## Geografie
Volgens het United States Census Bureau beslaat de plaats een oppervlakte van 1,9 km², geheel bestaande uit land. Factoryville ligt op ongeveer 347 m boven zeeniveau.

## Plaatsen in de nabije omgeving
De onderstaande figuur toont nabijgelegen plaatsen in een straal van 12 km rond Factoryville.